# Castiadas
Castiadas (en sard, Castiadas) és un municipi italià, dins de la província de Sardenya del Sud. L'any 2007 tenia 1.407 habitants. Es troba a la regió de Sarrabus-Gerrei. Limita amb els municipis de Maracalagonis, Muravera, San Vito, Sinnai i Villasimius.

## Administració
| Període | Identitat       | Partit        |
| ------- | --------------- | ------------- |
| 2006-   | Quintino Sollai | Llista cívica |